# Jeff Landry

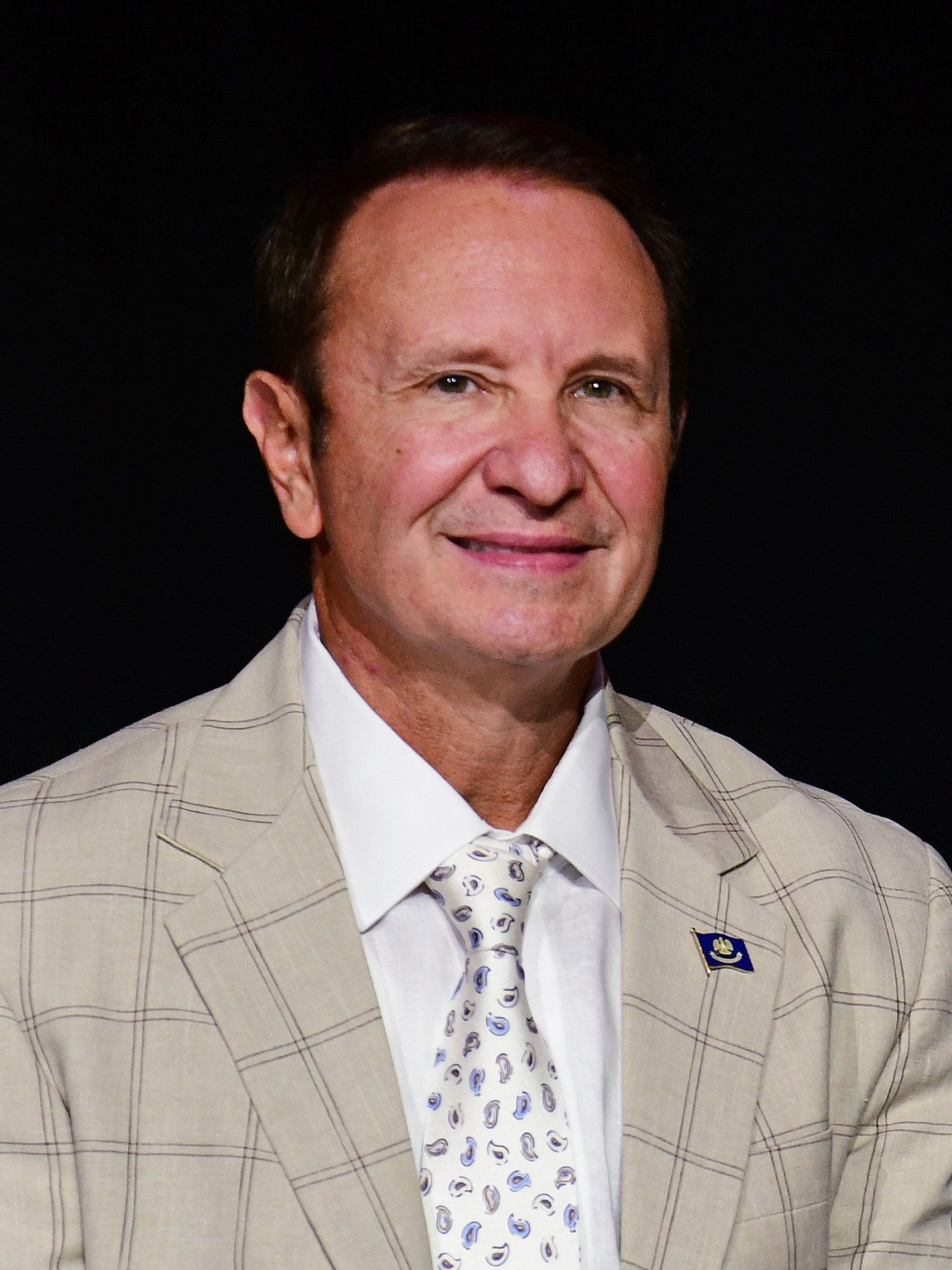
Jeff Landry em 2024.

Jeffrey Martin Landry (23 de dezembro de 1970) é um advogado e político americano, atual governador do Louisiana desde 2024. Anteriormente, foi Procurador-Geral da Louisiana entre 2016 e 2024. Ele derrotou o candidato republicano Buddy Caldwell em uma eleição de segundo turno realizada em 21 de novembro de 2015 e assumiu o cargo em 11 de janeiro de 2016. Landry é um ex-representante dos EUA no 3º distrito congressional da Louisiana e membro do Partido Republicano.
Landry é um católico romano. Sua mãe é professora de religião na Trinity Catholic School, em St. Martinville, na paróquia de St. Martin. Seu pai é arquiteto e empresário. Ele tem um irmão, Nick, que é abertamente gay e critica sua política.
Landry é bacharel em ciências pela University of Louisiana at Lafayette (então conhecida como University of Southwestern Louisiana) em recursos ambientais e sustentáveis, com especialização em biologia. Ele recebeu um diploma de Juris Doctor pela Loyola University New Orleans Law School.
Ele serviu em Fort Hood perto de Killeen, Texas, durante a Operação Tempestade no Deserto. Após onze anos na Guarda Nacional da Louisiana, ele recebeu alta como sargento. Suas comendas militares incluem as medalhas de Realização do Exército e Comenda do Exército, as fitas de Defesa Nacional e Treinamento no Exterior, e a Cruz de Guerra da Louisiana.